# Бригади привидів
Бригади привидів (англ. The Ghost Brigades) — науково-фанстастичний роман Джона Скалці 2006 року. Другий роман із серії «Війна старого». Українською було видано в 2023 році видавництвом «Навчальна книга — Богдан» у перекладі Алекса Антомонова.

## Сюжет
Скалці пропонує свій оригінальний всесвіт заселений різними расами, де людській расі доводиться конкурувати за колонії із іншими расами. Людські колонії об'єднані в Союз колоній (СК). Союз колоній добре освоїв генетичні модифікації і має власні військові сили із солдатами трьох видів: (1) прості люди; (2) люди, свідомість яких перенесена в генетично модифіковані тіла; (3) генетично вирощені з самого початку солдати на основі ДНК померлих людей (Бригади Привидів).
Три інопланетні раси енешани, ррайї, обіни об'єдналися проти людства, хоча ще донедавна воювали між собою. Об'єднання цих раз загрожує людству повним знищенням. Ворогам допомагає зрадник з людської раси, науковець Чарльз Бутен. Щоб вияснити плани ворогів було вирішено виростити модифікованого клона Бутена, який мав би одержати збережену пам'ять Бутена в генетично модифікованому тілі солдата із встановленим в мозок спеціальним комп'ютером під назвою РозумНик. Проте одразу не вийшло перенести свідомість Бутена в тіло. Новий клон отримав ім'я Джаред Дірак. Джареда призначили у військовий підрозділ під керівництво лейтенанта Джейн Саган, яка мала наглядати за ним.
З часом свідомість Бутена почала проявлятися в Джареді. Поступово він почав пригадувати усе минуле Бутена і зрештою визначив де Бутен знаходиться. Він із своїм підрозділом бере участь в захопленні Бутена. Проте ситуація виходить з під контролю. Бутен з допомогою своїх знань навчивуся відключати комп'ютери в мозку солдат. Без зв'язку з РозумНиком частина загону Саган гине, а решта дезорієнтовані, не можуть використовувати власну зброю і потрапляють в полон до обінів.
Бутен захоплює Джареда і хоче перенести свою свідомість в тіло Джареда, повністю знищивши його свідомість. Лейтенант Саган вдається вирватись з полону і ще з двома солдатами атакувати базу обінів. З бази вона виносить дочку Бутена Зою. Джареду ж вдається запрограмувати РозумНика на знищення свого тіла після перенесення свідомості Бутена у нього.